# Naeem Siddiqui
Maulana Naeem Siddiqui (en urdu: نعیم صدیقی; Chakwal, 5 de junio de 1916 - Lahore, 25 de septiembre de 2002) fue un ulema, escritor y político pakistaní. Fue uno de los miembros fundadores de Jamaat-e-Islami y uno de los socios más cercanos de Maulana Ala Maududi y Maulana Amin Ahsan Islahi.

## Primeros años y carrera
Naeem Siddiqui nació el 5 de junio de 1916 en Chakwal, Punyab, India británica. Recibió su educación primaria en su casa, y posteriormente ingresó a la Escuela Secundaria del Gobierno en Khanpur. Posteriormente realizó estudios sobre ciencias religiosas islámicas y posteriormente obtuvo los títulos de "Munshi"(graduación) y de Munshi Faazil (lo que en entonces era el equivalente a una maestría) en literatura persa y árabe, en 1938, en la Universidad de Punyab, Lahore. Siddiqui fue uno de los miembros fundadores del partido político Jamaat-e-Islami, junto con su fundador Maulana Ala Maududi. Sin embargo, debido a las irreconciliables diferencias con el liderazgo del partido, dejó Jamaat en 1994, y ese mismo año, fundó con sus colegas su propio partido político y religioso llamado Tehreek e Islami. En 1996, Tehreek-e-Islami se dividió en dos grupos, uno liderado por Naeem Siddiqui, mientras que el otro iba a estar bajo el mando de Hafeez-ur-Rehman Ahsan. Debido al esfuerzo y mediación de algunos amigos pakistaníes establecidos en países árabes, ambos grupos volvieron a fusionarse en 1998. Siddiqui relató la historia de la reunión en una carta dirigida a su amigo Khwaja Maqbool Ellahi en 2001, diciendo que nuestras diferencias son únicas, y que ahora nuestra unión también era única.

## Contribuciones

### Literatura
Siddiqui comenzó su carrera literaria trabajando para la revista bisemanal, Kausar, desde Karachi bajo el mando del editor Maulana Nasrullah Khan Aziz. Posteriormente trabajó para la publicación mensual de Charagh-i-Rah, siendo editor de esta durante nueve años. Él fue una figura clave en usar los medios anteriormente mencionados, para difundir el conocimiento islámico y crear conciencia sobre la cultura musulmana.
Se le ha catalogado como un poeta de un estilo único, y ha escrito versos sobre temas religiosos, políticos y sociales. A través de sus cuentos, poesía y artículos en revistas como el Charagh-i-Rah, contribuyó en crear una amplia tribuna para la literatura y poesía islámica en Pakistán y en el resto del mundo islámico.
Tras la muerte de Maulana Maududi, también fue por un largo período, editor de la revista mensual Tarjuman-ul-Quran.

## Libros
Siddiqui es muy famoso por su obra biográfica sobre el profeta Mahoma, llamado Muhsin-e-Insaniyat, o El benefactor de la humanidad. Este libro describe y explica varias etapas de la revolución profética. Además, también ha sido autor de diversos libros que han abordado el sistema político, económico y social del islam.
Entre sus obras de lenguaje urdu más célebres son:
- Taleem Ka Tehzeebi Nazria
- Aworat Ma'raz e Kashmakash Mein

- Ma Eska-e-Deen-o-Siasat

- Ta Soyeer e Sirat ke Lawazim
- Communism ya Islam

- Islami Socialism ke Nahin?

- Shola' Nawai Iqbal

- Al-Maududi

- Tehreek-e-Islami ka ebtedaaye Daur

- Islami Eqtesaadiyaat mein Enfiradiat aur Ejtema'yyat

- Islam aur Mutaaliba-e-Haq

- Eqamat e Deen aur Dolat Parast Mua hera

- Tehreeki Sha'or

- Eshq e Rasool ke Haqeeqi Taqazay

- Daawat-e-Fikr-o-Amal

- Daawat-e-Islami ke Bunyadi Usool

- Fikr-o-Nazr

- Ma'roof-o-Munkar

- Tehreek-e-Fikr-e-Maududi

- Maujooda Jamat-e-Islami se Syed Maududi ke Jamat-e-Islami tak

- Tehreek e Islami ka Khaaka

- Tehreek eIslami ka Ta'aruf

- Tehreek e Islami ka Qiyaam Kiyuun?

- Pachpan Saala Rafaaqat

- Tehreek e Islami - Doosri ejtema'ee Tehreekon ke Muqaabil

- Tehreek e Islami ko Kaisay Nojawan Darkaar Hain

- Islami Tehreekein aur Chund Paecheedgiyaa'n

Junto con su obras publicadas, también ha redactado más de 700 artículos de investigación sobre asuntos del sistema político, económico y social del islamismo, las cueles fueron publicadas en varios periódicos como las publicaciones mensuales de Tarjuman-ul-Quran, Siyaraa, Chiraagh-e-Raah, el bimensual Na hur, y los semanarios Takbeer, Shahab, Asia y Tasneem.

## Muerte
Siddiqui falleció el 25 de septiembre de 2002 en Lahore, a la edad de 86 años, debido a complicaciones de salud. Sus oraciones de funeral estuvieron ofrecidas en el Campo Mansoora. El funeral estuvo encabezado por Mian Tufail Mohammad, ex-emir de Jamaat-e-Islami.